# Babar
El elefante Babar es un personaje ficticio y protagonista del popular libro infantil L'histoire de Babar ("La historia de Babar"), creado por el francés Jean de Brunhoff en formato de álbum ilustrado. La historia está basada en los cuentos que su mujer les contaba a sus hijos. Un día, De Brunhoff decidió dibujar esas aventuras y las publicó, por primera vez, en 1931. Cuando falleció, su hijo Laurent continuó con las historias y las adaptó en formato televisivo en 1969. En 2010, la productora Temple Hill Entertainment (la misma de la  saga Crepúsculo) produjo una película orientada al público familiar.

## Historia
Fue la esposa de Jean de Brunhoff, Cécile de Brunhoff, la que inventó a Babar. Tenía la costumbre de contar historias a sus dos hijos, Laurent y Mathieu. Entre ellas, la historia de un pequeño elefante que huye de la jungla para escapar de un cazador y arriba a una ciudad donde se viste como los hombres. Cuando regresa a su casa en coche, cuenta los beneficios de la civilización y es coronado rey de los elefantes.
Este cuento, contado por la madre pianista, gustó tanto a los niños que, a su vez, se lo contaron al padre, un artista pintor. Así le vino a este la idea de crear un libro ilustrado para uso familiar. Su hermano Michel de Brunhoff y su cuñado Lucien Vogel, entusiasmados, lo publicaron en un periódico de gran formato, Éditions du Jardin des Modes, bajo el título de L'Histoire de Babar le petit éléphant (La historia de Babar el pequeño elefante), durante la Exposición colonial internacional de 1931.
Posteriormente, vino el ensamble del buque de la Cunard Line, el RMS Queen Mary, y De Brunhoff fue invitado para decorar las paredes del comedor de/para niños de la primera clase a bordo del navío, con Babar y su séquito. Tras el servicio del buque en la Segunda Guerra Mundial, y su posteriormente venta a la ciudad de Long Beach (California), los frescos se dieron por perdidos.
El personaje tuvo un éxito inesperado, con cuatro millones de ejemplares vendidos para 1939, año que marca su adquisición por las ediciones Hachette. Extrañamente, pues no es frecuente que publicaciones foráneas para el público infantil alcancen gran difusión en ese país, Babar encontró también éxito en los Estados Unidos. De 1940 a 1946, Francis Poulenc realizó un arreglo musical para voz y piano, más tarde llevado a la orquesta por Jean Françaix. En 1994, Raphael Mostel compuso El viaje de Babar (Le Voyage de Babar, The Travels of Babar, y de este modo adelante) para narrador, clarinete, fagot, corneta, trombón, viola, violonchelo, piano y percusión.
Luego de la desaparición de su padre en 1937, fue Laurent de Brunhoff quien continuó con las aventuras de Babar. También él era un talentoso escritor y pintor, y prosiguió la serie a partir de 1946 con Babar et Ce Coquin d'Arthur, al que sucedieron muchos títulos más. Fue él quien hizo la adaptación de las aventuras de Babar para la televisión francesa en 1969.
Laurent de Brunhoff se instaló en los Estados Unidos en 1985 y confió a la Clifford Ross Company en 1987 la responsabilidad de elegir las sociedades que acordaron las licencias del producto. La sociedad Nelvana, que tiene la franquicia en Canadá, quiso multiplicar sus productos, entrando en conflicto con la Clifford Ross Company. La batalla judicial no terminó sino hasta el año 2000.
La familia Brunhoff donó los dibujos preparatorios de tres de sus primeros álbumes a la Biblioteca Nacional de Francia. En 2006 se consagró a Babar en Francia, con su entrada en las colecciones de esta biblioteca.
En 2011, 13 millones de ejemplares de sus 75 álbumes habían sido vendidos y traducidos a 27 lenguas.

## Sinopsis
Cuando la madre del elefante Babar muere por el disparo de un cazador, Babar llega a París y se hace amigo de la vieja Dama. Pero, cuando fallece el rey, Babar debe volver al reino de los elefantes y es convertido en rey. Ahora, con tal de mejorar la vida de sus amigos elefantes, decidirá implantar la forma de vida parisina y, por ejemplo, los elefantes empezarán a vestirse con las mismas ropas.

## Críticas a la historieta
Las ideas implícitas en la historieta han sido criticadas, entre otros, por Ariel Dorfman, señalando que trasuntan una justificación del colonialismo y proporcionan una visión distorsionada de la historia para consumo de los niños, en la que el elefante protagonista representa al indígena o al negro colonizado del tercer mundo, "asimilado" a la metrópolis, y la anciana señora sustituye a la Iglesia o al Imperio. Esta teoría ha sido a su vez criticada en el conservador Manual del perfecto idiota latinoamericano de Mendoza, Montaner y Vargas Llosa.

### Libros escritos por Jean de Brunhoff
- Historia de Babar (1931)
- El viaje de Babar (1932)
- El Rey Babar (1933)
- El ABC de Babar (1934)
- Las vacaciones de Zefir (1936)
- Babar en familia (1938)
- Babar y Papa Noel (1941)

### Libros escritos por Laurent de Brunhoff
- Babar et ce coquin d'Arthur (1948)
- Pique-nique chez Babar (1949)
- Babar dans l'Île aux oiseaux (1952)
- La fête à Celesteville (1954)

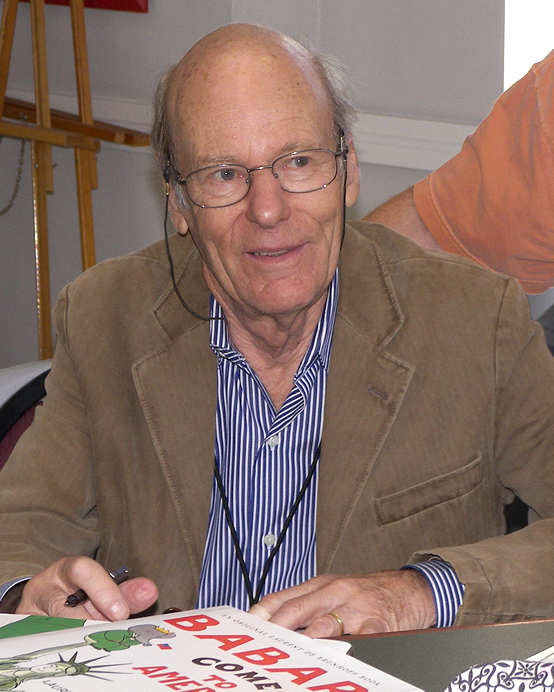
Laurent de Brunhoff, quien heredó la creación de su padre, Jean de Brunhoff.

- Babar et le professeur Girafon (1956)
- Le château de Babar (1961)
- Je parle anglais avec Babar (1963)
- Je parle allemand avec Babar (1966)
- Je parle espagnol avec Babar (1966)
- Babar à New York (1966)

### Críticas
- Dorfman, Ariel. De elefantes, literatura y miedo: la comunicación americana. Habana: Casa de las Américas, 1986

## Películas animadas
- Le Triomphe de Babar de Alan Bunce (1990)
- Babar, roi des éléphants de Raymond Jafelice (1998)
- Babar, King of Elephants de Raymond Jafelice (1999)
- Le Retour de Babar - en producción

## Series animadas
- Babar (1989-1991) - Serie franco-canadiense transmitida en España y Latinoamérica
- Babar y las aventuras de Badou (2010-2015) - Discovery Kids

## Otras apariciones
- En The 65th Annual Macy's Thanksgiving Day Parade (1991), Babar aparece como un globo flotante del desfile.
- En Kids for Character (de 1996), Babar aparece como Mascota, y fue aparecido corto animado donde pasa al personaje aventurero.
- En el episodio de Robot Chicken, en "Love, Maurice" (de 2009), Babar el Elefante hace un cameo en una parodia de la revolución francesa.
- En las Historietas de Los Simpsons, la página llamada "Simpsons Animal Stories" (de 2009), Babar hace un cameo y hacen a Stampy a un diplomático para enviar al Washington para conocer el secretario del estado.